# 克洛德·勒鲁瓦
克洛德·勒鲁瓦（發音：[klod lə ʁwa]；1948年2月6日—），是已退役的法国足球运动员和现教练，目前是多哥国家队的主教练。
勒魯瓦球員時代都只效力法國一些小型球會，退役後轉執教鞭，曾帶領喀麥隆國家隊和塞內加爾，皆能在非洲國家盃打入四強。與此同時他又曾在巴黎聖日耳門當足球總監，以及AC米蘭顧問團成員。2002至2003年，勒鲁瓦曾经在中国甲A联赛上海中远执教。2004年曾在英格蘭的劍橋聯作短暫執教。
2008年他出任阿曼国家队主教练。